# 帕德雷馬奎斯區
帕德雷馬奎斯區（西班牙語：Distrito de Padre Márquez），是秘魯的一個區，位於該國東北部洛雷託大區的烏卡亞利省，始建於1943年7月2日，面積2,475.66平方公里，海拔高度164米，2005年人口5,466，人口密度每平方公里2.2人。